# Підклетнянський могильник
Підклетнянський могильник (рос. Подклетненский могильник) — розташовувався на високому лівому березі річки Дон, на південній околиці села Підклітне (тепер у межах міста Вороніж).
Могильник налічував більше 70-ти насипів.
Могильник досліджувався О. Д. Пряхіним з середини 1970-х по початок 1990-х років.
Один з курганів (№ 1), що займав відособлене місце у північній частині могильника, містив катакомбної поховання харківсько-воронізької катакомбної культури.

## Джерело
- А. Т. Синюк, Ю. П. Матвеєв — Курганные комплексы среднедонской катакомбной культуры [Архівовано 24 грудня 2019 у Wayback Machine.]